# 보덴 (스웨덴)

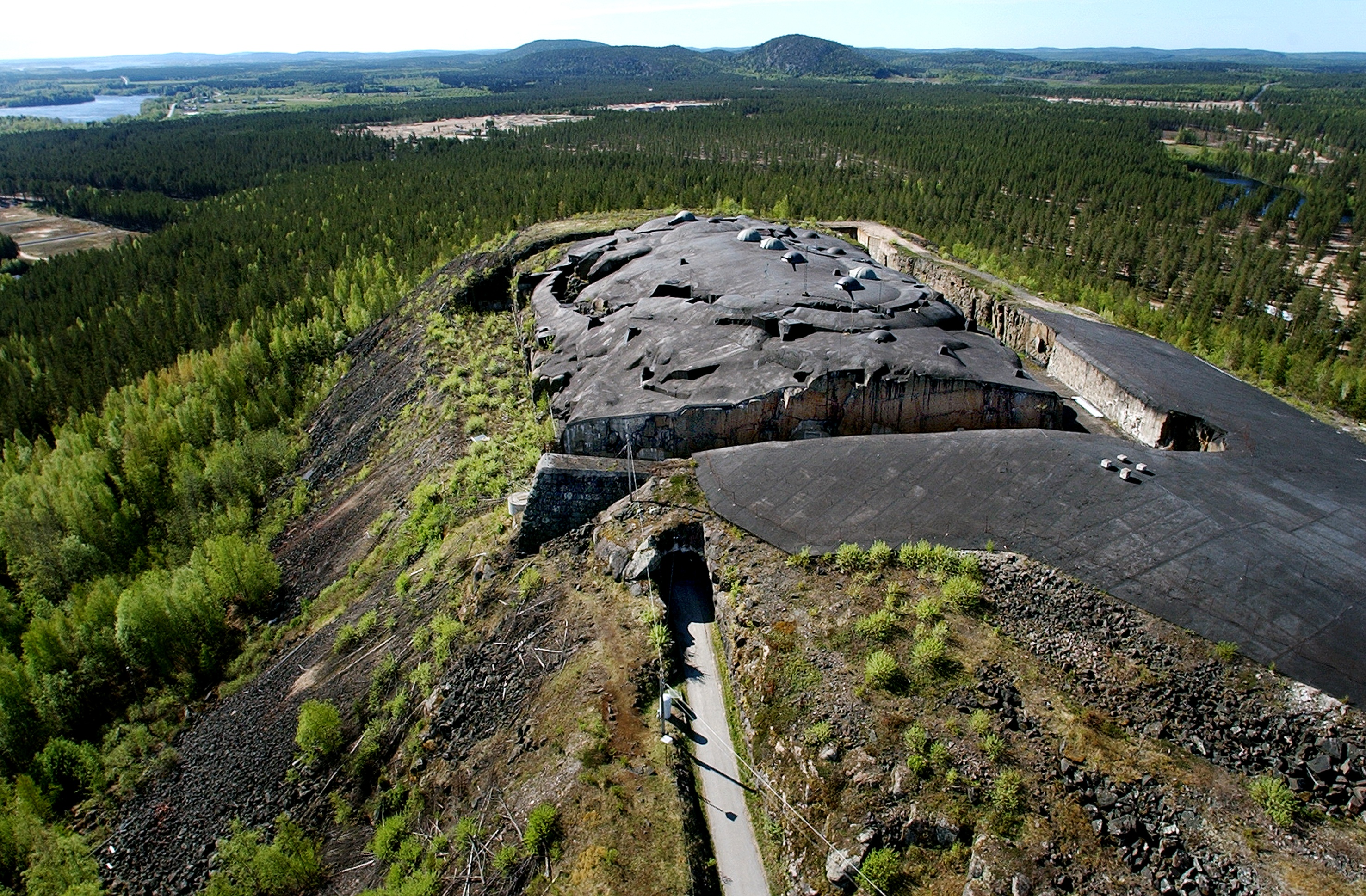
보덴 요새의 일부를 이루고 있는 뢰드베르게트(Rödberget) 성루

보덴(스웨덴어: Boden)은 스웨덴 노르보텐주에 위치한 도시로, 면적은 19.98km2, 인구는 18,277명(2010년 기준), 인구 밀도는 915명/km2이며 1919년 시로 승격되었다.
20세기 초반 보덴 요새가 건설되면서 크게 발전했다. 이 요새는 만약에 있을 지도 모르는 러시아의 침공으로부터 스웨덴 동부 지역을 방어하기 위한 목적으로 건설되었다. 현재는 스웨덴에서 가장 큰 군대 여단이 주둔하고 있다.